# Student Yachting World Cup

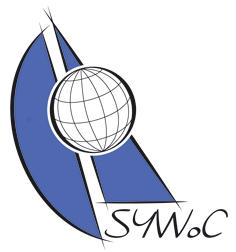
Offizielles Logo

Der Student Yachting World Cup (SYWoC) ist eine Segelweltmeisterschaft für Studenten, die jedes Jahr von Studenten der École polytechnique in Frankreich organisiert wird. Beim SYWoC treten die weltweit besten Segler unter den Studenten für eine Woche gegeneinander an. Jedes Jahr nehmen rund ein dutzend Länder teil. Dazu gehören unter anderem Japan, Portugal, Italien, Irland, USA, England, Schottland und Deutschland.

## SYWoC 2008
Die 2008-Edition fand vom 24. Oktober bis zum 1. November 2008 in la Trinité-sur-Mer statt. Es nahmen elf Besatzungen aus zehn Ländern teil. Die Société Nautique de la Trinité-sur-Mer hat bei der Organisation auf dem Wasser geholfen.

## Geschichte

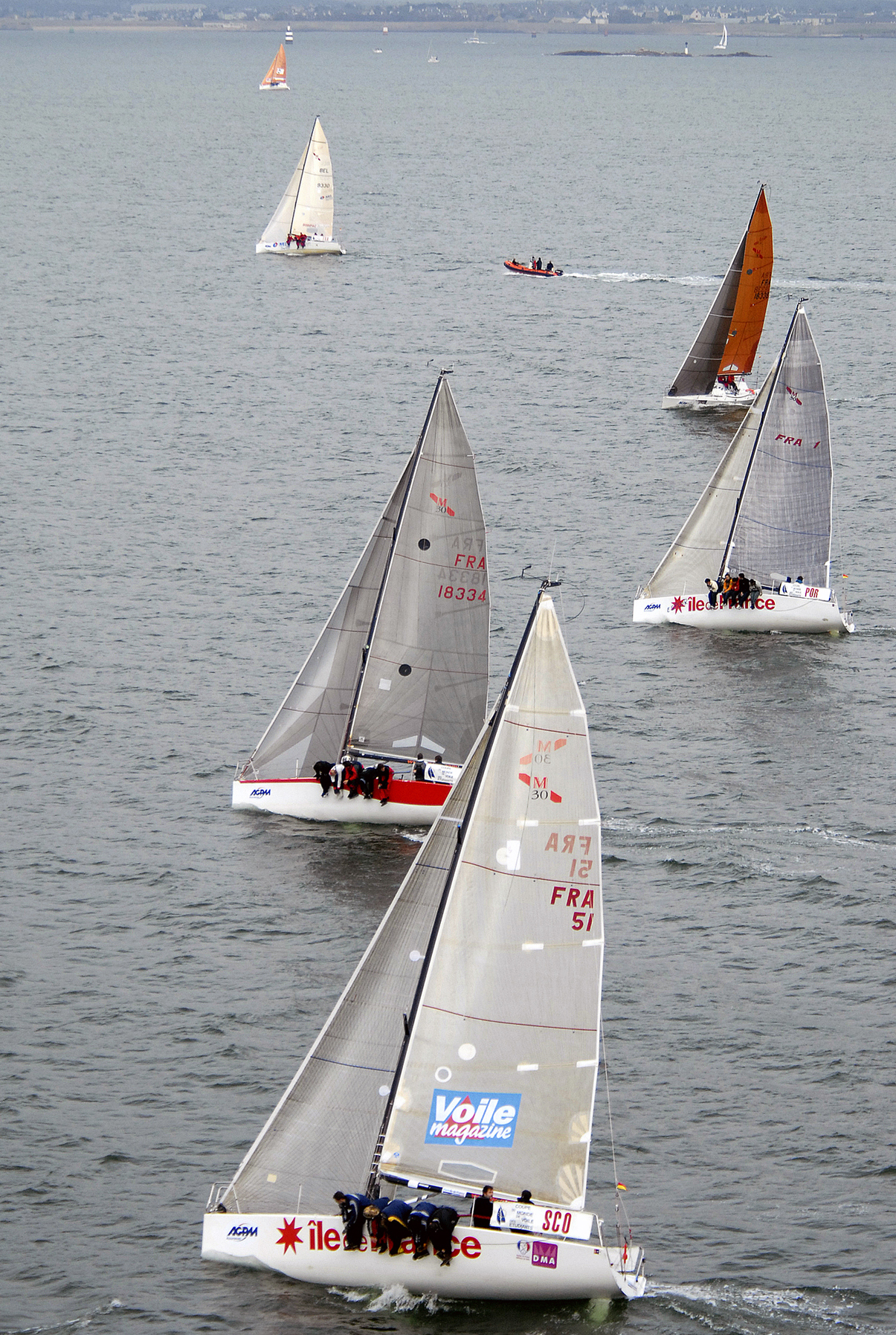

Die Segelweltmeisterschaft der Studenten (Student Yachting World Cup in Englisch, ehemaliger europäischen Wettlauf) ist jedes Jahr seit 1976 von Studenten der École polytechnique organisiert. Sie vereinbart jedes Jahr die besten Segelbesatzungen der Universitäten der ganzen Welt für existierende Wettsegeln.
Als der Wettlauf im Jahre 1979 errichtet wird, haben nur einigen europäischen Länder teilgenommen. Seitdem haben viele Länder daran teilgenommen: Osteuropa, Japan, USA und Australien, was von dem europäischen Wettlauf eine richtige Weltmeisterschaft gemacht wird.
Jedes Jahr nimmt die SYWoC einen französischen Hafen als Basis (die vorherigen Editionen haben in Lorient, Royan, Marseille, La Trinité, Toulon... stattgefunden) während einer ganzen Woche in der Nähe des Allerheiligens.
Die 2006-Edition hat in Lorient vom 28. Oktober zum 4. November stattgefunden. 13 Besatzungen haben während einer Woche an einem intensiven Wettbewerb teilgenommen, sowie an Partys, die auch so denkwürdig waren. Der Sieger war dieses Jahr Irland mit der Crew Trinity College of Dublin.
2007 traten bei der SYWoC fünfzehn Besatzungen an. Die Regatta fand vom 27. Oktober und 3. November in La Rochelle statt. Sieger wurde die Schweiz mit der Crew der l'Ecole Polytechnique Fédérale de Lausanne.

## Gewinner
| No | Jahr | Austragungsort     | Sieger             | Universität                                         |  |
| -- | ---- | ------------------ | ------------------ | --------------------------------------------------- |  |
| 1  | 1980 |                    | Italien            | University of Bologna, Fakultät für Ingenieurswesen |  |
| 2  | 1981 |                    | Schweiz            | École polytechnique fédérale de Lausanne            |  |
| 3  | 1982 |                    | Schweiz            | École polytechnique fédérale de Lausanne            |  |
| 4  | 1983 |                    | Finnland           | Helsinki University of Technology                   |  |
| 5  | 1984 |                    | Schweden           | Königliche Technische Hochschule, Stockholm (KTH)   |  |
| 6  | 1985 |                    | Schweiz            | École polytechnique fédérale de Lausanne            |  |
| 7  | 1986 |                    | England            | Aston University, Birmingham                        |  |
| 8  | 1987 |                    | England            | Aston University, Birmingham                        |  |
| 9  | 1988 |                    | Frankreich         | École polytechnique                                 |  |
| 10 | 1989 |                    | Schweden           | Lund Institute of Technology                        |  |
| 11 | 1990 |                    | Vereinigte Staaten | University of Rhode Island, Kingston                |  |
| 12 | 1991 |                    | Norwegen           | Norwegian Institute of Technology, Trondheim        |  |
| 13 | 1992 |                    | Dänemark           | Technical University of Denmark, Copenhagen         |  |
| 14 | 1993 |                    | England            | University of Portsmouth                            |  |
| 15 | 1994 |                    | Finnland           | Åbo Akademi University, Turku                       |  |
| 16 | 1995 |                    | Schweiz            | École polytechnique fédérale de Lausanne            |  |
| 17 | 1996 |                    | Frankreich         | INSA Lyon                                           |  |
| 18 | 1997 |                    | Frankreich         | INSA Lyon                                           |  |
| 19 | 1998 |                    | Frankreich         | Institute of Engineering Science, Montpellier       |  |
| 20 | 1999 |                    | Dänemark           | Dänemarks Technische Universität, Kopenhagen        |  |
| 21 | 2000 |                    | Schottland         | University of Strathclyde                           |  |
| 22 | 2001 | Royan              | Niederlande        | TU Delft                                            |  |
| 23 | 2002 | Toulon             | Niederlande        | TU Delft                                            |  |
| 24 | 2003 |                    | Schottland         | University of Strathclyde                           |  |
| 25 | 2004 |                    | England            | Southampton Solent University                       |  |
| -  | 2005 |                    | -                  | nicht ausgetragen                                   |  |
| 26 | 2006 | Lorient            | Irland             | Trinity College (Dublin)                            |  |
| 27 | 2007 | La Rochelle        | Schweiz            | École polytechnique fédérale de Lausanne            |  |
| 28 | 2008 | La Trinité-sur-Mer | Irland             | Cork Institute of Technology                        |  |
| 29 | 2009 | Marseille          | Italien            | CUS Milano                                          |  |
| 30 | 2010 | La Rochelle        | England            | Southampton Solent University                       |  |
| 31 | 2011 | La Trinité-sur-Mer | Frankreich         | Euromed Management                                  |  |
| 32 | 2012 | La Rochelle        | Irland             | University College Dublin                           |  |
| 33 | 2013 | Pornic             | Frankreich         | Kedge Business School                               |  |
| 34 | 2014 | La Rochelle        | England            | Universität Southampton                             |  |
| 35 | 2015 | Le Pouliguen       | Schweiz            | École polytechnique fédérale de Lausanne            |  |
| 36 | 2016 | La Rochelle        | Kanada             | Universität Queens                                  |  |
| 37 | 2017 | Marseille          | Japan              | Universität Kōbe                                    |  |